# Ludesse

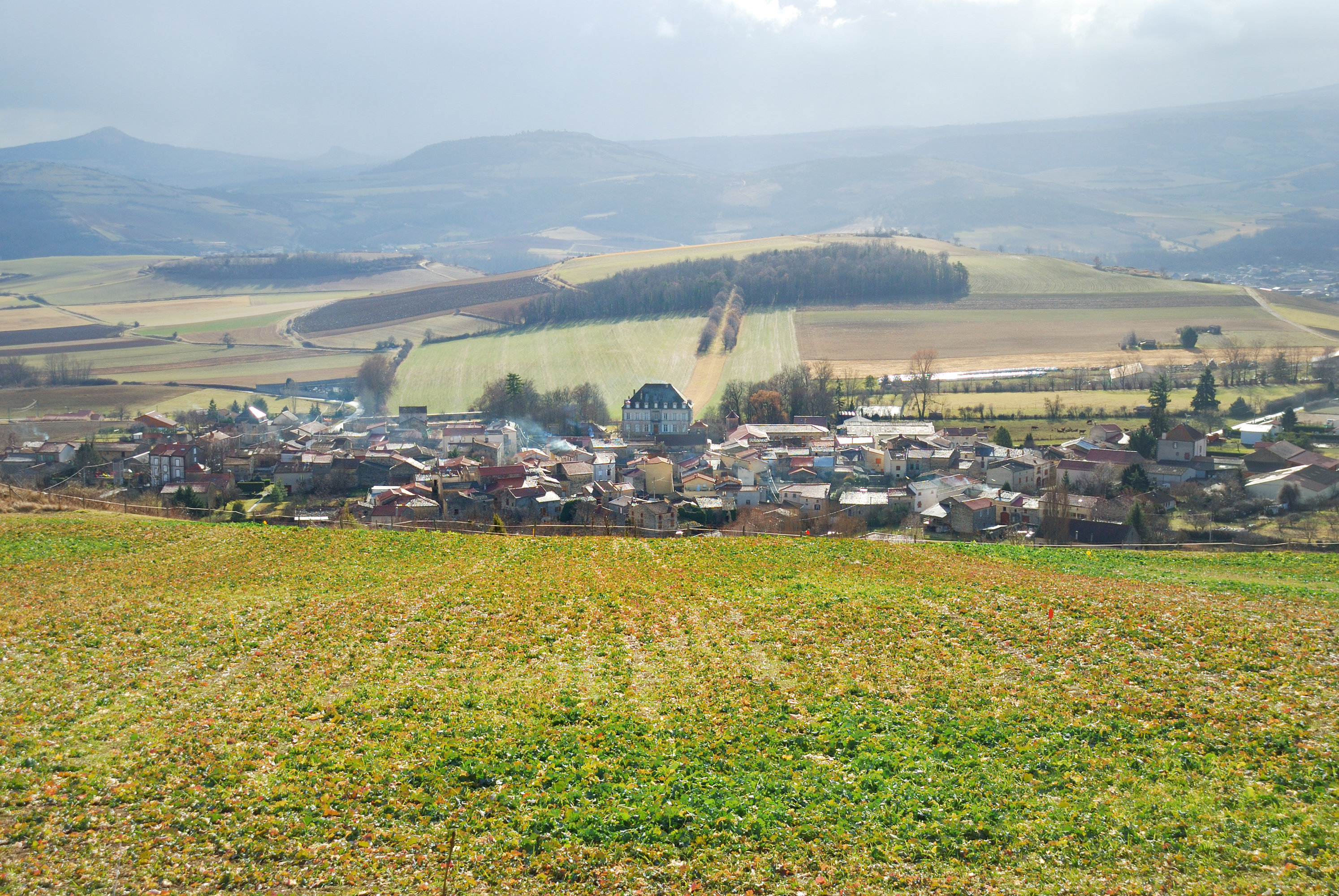
Ludesse

Ludesse là một xã ở tỉnh Puy-de-Dôme trong vùng Auvergne-Rhône-Alpes miền trung nước Pháp. Xã này nằm ở khu vực có độ cao trung bình mét trên mực nước biển.
Thị trấn Ludesse có diện tích 8,47 kilômét vuông.